# Martone
Martone és un comune (municipi) de la Ciutat metropolitana de Reggio de Calàbria, a la regió italiana de Calàbria. A 1 de gener de 2019 la seva població era de 506 habitants.
Martone limita amb els municipis següents: Fabrizia, Grotteria, Roccella Ionica, San Giovanni di Gerace, Gioiosa Ionica, Nardodipace i Kanpo este.